# Полянский, Иван Николаевич
Иван Николаевич Поля́нский (1918—1993) — советский театральный актёр, играл на сцене Мичуринского драмтеатра. Заслуженный артист РСФСР (1974). Лауреат Государственной премии РСФСР им. К. С. Станиславского (1981).

## Биография
Родился 10 апреля 1918 года в Козлове (ныне Мичуринск, Тамбовская область). Учился в школе № 1 города Мичуринск. Учился плохо и в 1933 году пошёл работать в театр помощником электрика. Впервые сыграл роль во время гастролей в городе Острогожске Воронежской области, когда заболела одна из актрис театра. Роль была небольшая: негритёнок в постановке «Дядюшка Том», который выбегает на сцену и произносит только одну фразу: «Дядюшка Том умер».
В 1936—1940 годах учился в Воронежском театральном училище. C началом Великой Отечественной войны уходит на фронт.
За сценическую деятельность на фронтах Великой Отечественной войны награждён орденом Красной Звезды. После войны возвращается в Мичуринск, где продолжает работать актёром.
В 1948—1963 годах работает в драматическом театре города Вольска Саратовской области. Здесь ставит несколько спектаклей, пробуя себя в роли режиссёра. В 1963 году опять возвращается в Мичуринск.

## Награды и премии
- заслуженный артист РСФСР (1974)
- Государственная премия РСФСР имени К. С. Станиславского (1981) — за исполнение роли И. В. Мичурина в спектакле «Белый пожар» И. Г. Гладких
- орден Красной Звезды — за сценическую деятельность на фронтах Великой Отечественной войны
- орден Отечественной войны I степени (1985)
- медаль «За боевые заслуги» (2.4.1944)

## Театральные работы
Им сыграно более 300 ролей, среди них:
- «Король Лир» Шекспира — Шут
- «Севильский цирюльник» Бомарше — Фигаро
- «Женитьбе» Н. В. Гоголя — Кочкарёв
- «Горе от ума» А. С. Грибоедова — Алексей Степанович Молчалин
- «Молодая гвардия» А. А. Фадеева — Олег Кошевой
- «Белый пожар» И. Г. Гладких — И. В. Мичурин